# Bagadais de Retz
Prionops retzii
Pour les articles homonymes, voir Retz.
Espèce
Statut de conservation UICN

 LC  : Préoccupation mineure
Le Bagadais de Retz (Prionops retzii) est une espèce de passereaux africains de la famille des Vangidae, anciennement classé dans les Malaconotidae puis les Prionopidae.

## Dédicace
L'espèce a été nommée par Wahlberg en 1856, en l'honneur du naturaliste suédois Anders Jahan Retzius (1742-1821), professeur à Lund, qui lui apporta son soutien financier.

## Habitat
Son habitat naturel est la forêt sèche, la mangrove ou la savane humide des régions subtropicales ou tropicales, notamment le miombo.

### Sources
- (en) BirdLife International 2004. Prionops retzii
- 2006 IUCN Red List of Threatened Species.  Downloaded on 27 July 2007.